# Атлас новых профессий
«Атлас новых профессий» (АНП) — мультимедийное и книжное издание, на основе разработки экспертной группы Агентства стратегических инициатив, Московской школы управления «Сколково» при участии Министерства образования и науки РФ, Министерства промышленности и торговли РФ, Министерства транспорта РФ, WorldSkills Russia, Министерства труда и социальной защиты РФ и др. Замысел проекта и первый вариант Атласа были созданы Павлом и Катериной Лукшей. Среди других авторов первого издания: Денис Коричин, Дмитрий Песков.
С 2015 года развитие и основное руководство проектом осуществляет Д. А. Судаков.  
В книге и на портале new.atlas100.ru представлены возможные профессии, которые возникнут в ближайшей и отдалённой перспективе:275, а также перечень учебных заведений, готовых дать соответствующее базовое образование. Около трёх тысяч экспертов в формате форсайт-сессий работали над первой версией «Атласа». Учёные решили спрогнозировать, какие профессии будут востребованы на рынке труда в ближайшие 20-30 лет. В издании 3.0 приводятся 340 профессий из 27 отраслей экономики.

## История создания
Проект стартовал в 2011 году с исследования рабочих профессий будущего. Дальнейшее развитие Атласа базировалось на основе процессов:
- анализ прямых запросов работодателей;
- анализ сквозных рабочих профессий международных чемпионатов WorldSkills;
- проведение форсайт-сессий.

Прогноз на профессии 2035 года опирался на разработанную в России методику Skills Technology Foresight, которая получила международное признание и задействована в совместных проектах с Международной организацией труда. Это методика представляет собой особый вид мозгового штурма, в ходе которого определяются тенденции развития отраслей экономики и запросы рынка:275.
Атлас задействован в международной повестке Делового совета БРИКС в рамках обмена навыками «Атлас новых рабочих мест». Проект оказывает влияние и на региональные процессы современной профориентации, например, с конца 2018 года разрабатывается «Региональный атлас перспективных компетенций Иркутской области» (на  базе Регионального института кадровой политики и непрерывного профессионального образования Иркутской области); создан «Атлас новых профессий Калужской области» при поддержке Правительства Калужской области, региональных министерств образования и труда и др.

## Особенности
В издании 2015 года специалисты выделили 11 универсальных или надпрофессиональных компетенций в структуре 186 профессий будущего.
| № п/п | Навыки                                                     | N   | %  |
| ----- | ---------------------------------------------------------- | --- | -- |
| I     | Системное мышление                                         | 153 | 82 |
| II    | Межотраслевая коммуникация                                 | 101 | 54 |
| III   | Управление проектами                                       | 112 | 60 |
| IV    | Бережливое производство                                    | 49  | 26 |
| V     | Программирование / Робототехника / Искусственный интеллект | 112 | 60 |
| VI    | Клиентоориентированность                                   | 94  | 51 |
| VII   | Мультиязычность и мультикультурность                       | 92  | 49 |
| VIII  | Работа с людьми                                            | 79  | 42 |
| IX    | Работа в условиях неопределенности                         | 30  | 16 |
| X     | Навыки художественного творчества                          | 31  | 16 |
| XI    | Экологическое мышление                                     | 59  | 32 |

Предлагаемая типология специалистов в области образования «Атласа новых профессий» определяет вектор развития подготовки будущих работников образования:46:
- модератор;
- разработчик образовательных траекторий;
- тьютор;
- организатор проектного обучения;
- координатор образовательной онлайн платформы;
- ментор стартапов;
- игромастер;
- игропедагог;
- тренер по майнд-фитнесу;
- разработчик инструментов обучения состояниям сознания.

Примеры иконок новых профессий в медицине из «Атласа»:

ИТ-медик
Архитектор медицинского оборудования
Биоэтик
Генетический консультант
Клинический биоинформатик
R&D-менеджер здравоохранения
Молекулярный диетолог
Оператор медицинских роботов
ИТ-генетик
Разработчик киберпротезов и имплантатов
Тканевый инженер
Проектировщик жизни медицинских учреждений
Эксперт персонифицированной медицины
Консультант по здоровой старости
Сетевой врач
Специалист по трансляционной медицине
Таргетный нанотехнолог
Фармалогический эколог
Медицинский маркетолог

Определённая часть новых профессий будет так или иначе связана с 3D-моделированием и 3D-печатью:83.

## Редакции
Первый «Атлас новых профессий» вышел в 2014 году. 17 апреля 2015 года была представлена его вторая редакция Атласа. Презентация редакции 2016 года состоялась в Санкт-Петербурге 8 ноября в рамках форума «Технологическая революция»
Атлас выдержал несколько изданий и редакций:
- Atlas of Emerging Jobs 2.0 (англ.). — Second Edition. — Moscow: Skolkovo, Agency for Strategic Initiatives, 2015. — 286 p.
- Павел Лукша, Катерина Лукша, Дарья Варламова, Дмитрий Судаков, Дмитрий Песков, Денис Коричин. Атлас новых профессий 2.0. / Редактор: Дарья Варламова. — 2-е. — Издательские решения, 2022. — 290 с. — ISBN 978-5-0056-2332-4. —  CC-BY 3.0, CC-BY 4.0 Int.
- Атлас новых профессий 3.0. / Под редакцией Дарьи Варламовой и Дмитрия Судакова. — 3-е. — Москва: Альпина ПРО, 2021. — 472 с. — ISBN 978-5-907274-10-5, УДК 37.048.45; ББК 74.200.52.

## Игра

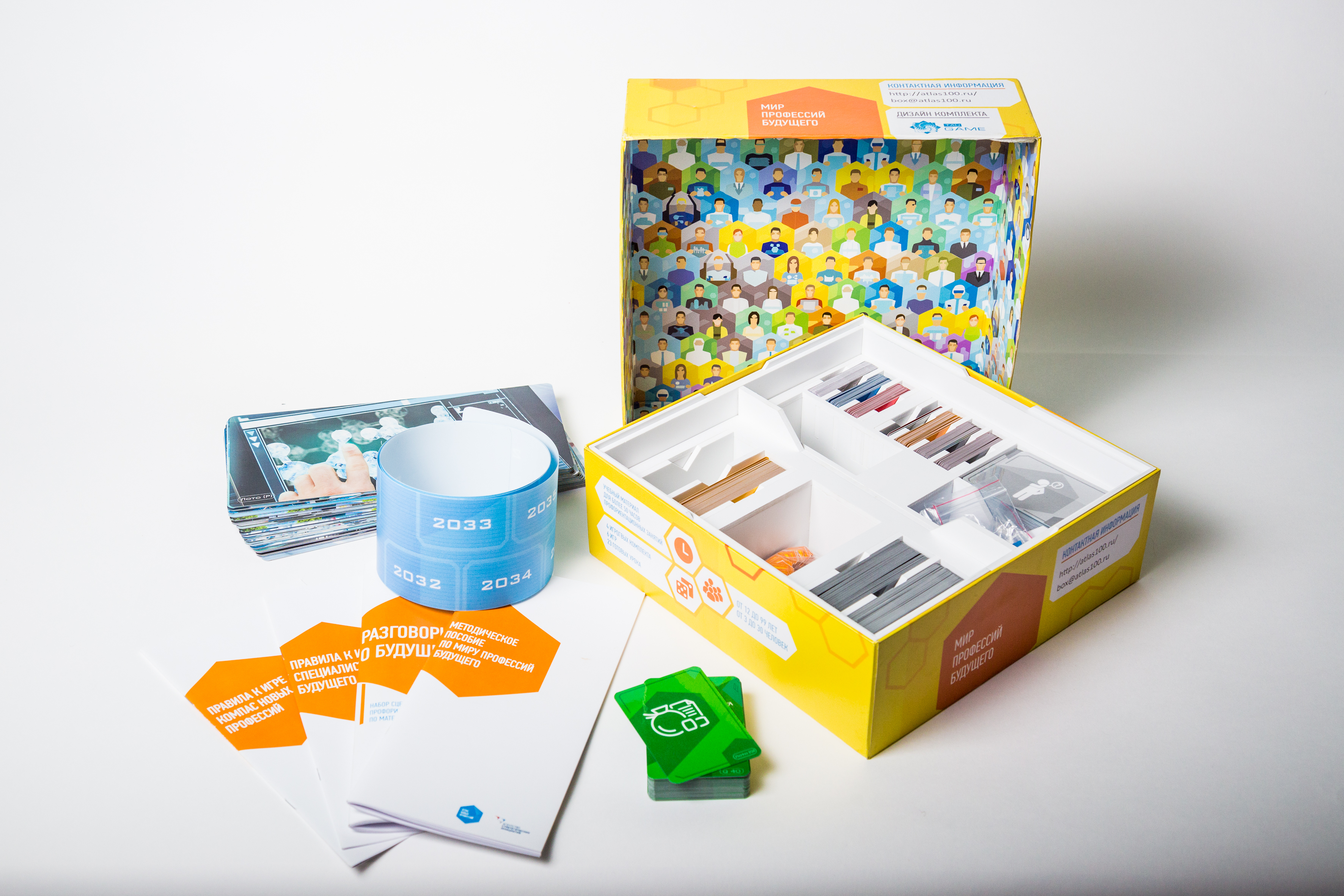
«Мир профессий будущего» — настольная игра к «Атласу профессий будущего»

Одним из средств перспективной профориентационной работы со школьниками является комплект профориентационных игр и материалов «Мир профессий будущего», созданный на основе «Атласа новых профессий». При этом, авторы этого игрового набора ознакомились с опытом учителей, разрабатывавших профориентационные занятия на основе «Атласа».

## Лицензия
Официальный сайт «Атласа новых профессий» и редакция 2.0 на русском языке содержат свободную лицензию Creative Commons Attribution 4.0 International.

## Отзывы
«Атлас новых профессий» стал руководством для подготовки специалистов в России… Из форсайт-учебника этот документ превратился сегодня в реальное методическое руководство для нашей системы подготовки — и в среднем, и в высшем образовании.Светлана Чупшева, генеральный директор АСИ
Противоречие, метафорически обозначенное нами как вопрос: «Топ-50» или «Атлас новых профессий»? — представляет собой вызов для профессиональной ориентации. Суть его в  том, чтобы найти способ совместить ориентацию на потребности региональной экономики с перспективной направленностью.Кондратьева О. Г., Сергеев И. С.

## Награды
- Лауреат Вики-премии «Викимедиа РУ» в номинации «Свободные знания 2021».
- Первое место в номинации «Выбор науки» Международной премии Digital People[21].